# Parque Harriague
El Parque Harriague és un parc natural ubicat a la ciutat de Salto, al nord-oest de l'Uruguai. Té una zona boscosa destacada i és seu d'una reserva forestal on habiten més de 150 espècies diferents d'animals. El parc, amb unes 4.000 hectàrees, rep el seu nom en homenatge a l'empresari francès d'origen basc Pascual Harriague, que va introduir el 1870 una nova varietat de raïm per a la seva producció i comercialització al país, la varietat tannat.